# Yared Bayeh
Yared Bayeh Belay (en amharique : ያሬድ ባየህ በላይ), né le 22 janvier 1995 à Baher Dar, est un footballeur international éthiopien qui joue au poste de défenseur central avec le club de Fasil City et en équipe d'Éthiopie,.

## Biographie

### En équipe nationale
Il reçoit sa première sélection en équipe d'Éthiopie le 21 novembre 2015, contre le Rwanda (défaite 0-1). Ce match entre dans le cadre de la Coupe CECAFA des nations 2015. Bayeh joue quatre matchs lors de ce tournoi organisé dans son pays natal, qui voit l'Éthiopie se classer troisième, en battant le Soudan aux tirs au but lors de la « petite finale ».
En janvier 2016, il participe au championnat d'Afrique des nations qui se déroule au Rwanda. Il joue deux matchs lors de cette compétition.
Il inscrit son premier but en équipe nationale le 4 août 2019, contre Djibouti. Ce match gagné 4-3 entre dans le cadre des éliminatoires du championnat d'Afrique des nations 2020.
Il dispute ensuite la Coupe d'Afrique des nations 2021 qui se déroule au Cameroun,.

## Palmarès
| Fasil Kenema - Championnat d'Éthiopie (1) : - Champion : 2020-21. - Coupe d'Éthiopie (1) : - Vainqueur : 2019. |  | Éthiopie - Coupe CECAFA des nations : - 3e : 2015. |